# Malco II

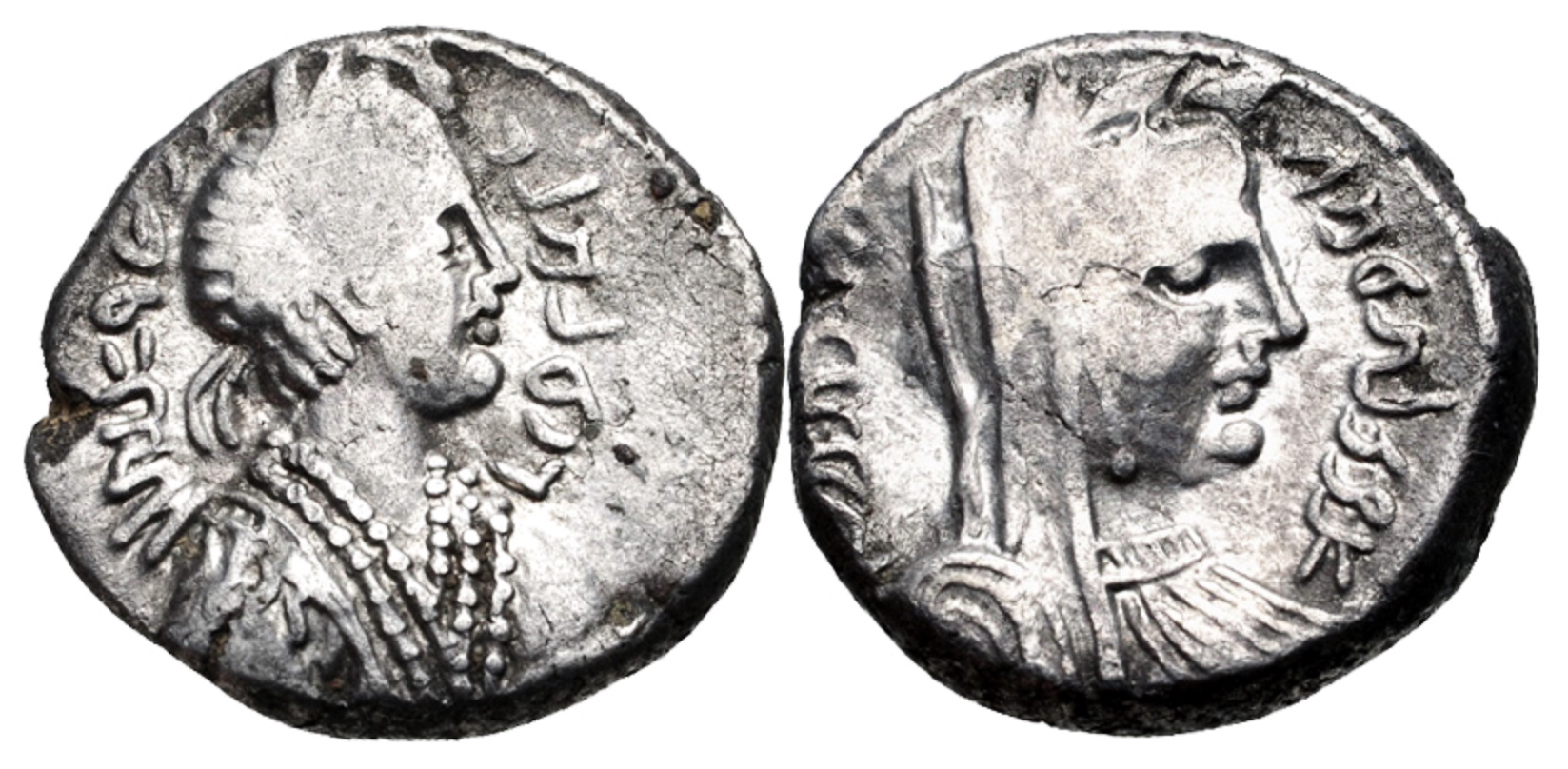
Moneta di Malco II

Malco II (in latino Malichus, in arabo مالك‎?, Malik; fl. I secolo) fu re dei Nabatei dal 40 al 70 d.C.

## Biografia
Durante il suo regno il potere dei Nabatei si ridusse. I Romani dirottarono le vie del commercio di spezie e profumi con spedizioni via mare dai porti dell'Egitto romano, costringendo Malco a collaborare con loro. Nel 66 con lo scoppio della prima guerra giudaica Malco aiutò le armate romano, prima correndo in Giudea poi, l'anno seguente, inviando a Vespasiano un esercito forte di 5.000 cavalieri e 1.000 fanti. Sotto Malco la Nabatea perse il controllo della città di Damasco.